# 布什罗德·华盛顿
布什罗德·华盛顿（英語：Bushrod Washington，1762年6月5日—1829年11月26日），美国律师和政治人物，1798年至1829年担任美国最高法院大法官。在最高法院期间，他是首席大法官约翰·马歇尔的坚定盟友。
布什罗德是美国殖民协会的联合创始人和主席，该协会旨在推动获得自由的奴隶移民到非洲。他还是美国开国元勋和总统乔治·华盛顿的侄子，乔治·华盛顿的遗孀玛莎·华盛顿死后，布什罗德继承了伯父的手稿和弗农山庄。

## 早年生活
布什罗德·华盛顿1762年6月5日出生于弗吉尼亚州威斯特摩兰县霍利山的布什菲尔德庄园。  他的父亲是乔治·华盛顿的弟弟约翰·奥古斯丁·华盛顿（1736–1787），母亲是汉娜·布什罗德（1735–1801）。
布什罗德1778年毕业于威廉玛丽学院，1780年作为校友成为美国大学优等生荣誉学会的第41名成员。 1780年布什罗德开始跟约翰·马歇尔向乔治·怀斯学习法律，1781年他加入大陆军，到1782年他一直是个士兵。 
离开军队后，布什罗德在父亲和叔叔乔治·华盛顿资助下跟詹姆斯·威尔逊研习法律。 1784年4月他结束学业回到威斯特摩兰县，与茱莉亚·安妮（安娜）·布莱克本结婚，并开设了律师事务所。 1784年至1798年，他一直从事法律工作。

## 政治和司法生涯
布什罗德于1787年当选为弗吉尼亚众议院议员。 1788年，他参加弗吉尼亚联邦会议，投票赞成批准美国宪法。
1798年9月29日，布什罗德得到约翰·亚当斯总统的休会任命，接任詹姆斯·威尔逊空出的美国最高法院大法官席位，此前约翰·马歇尔因寻求选举公职拒绝了这一任命。 布什罗德于1798年12月18日正式被提名，并在同年12月20日获得美国参议院批准，当天即获得任命。
1799年2月4日，布什罗德正式宣誓就职，时年36岁。 两年后，马歇尔出任首席大法官，两人共事期间布什罗德仅有三次投票与马歇尔不同（其中之一是Ogden v. Saunders案）。 布什罗德在最高法院任职到1829年去世为止。  
在马歇尔法院时期，布什罗德以大法官身份巡回审判时撰写了Corfield v. Coryell案 的意见， 列出了几项他认为是基本的属于各州公民的特权和豁免权。

## 住宅
大约在1795年，布什罗德购买了Belvidere，那是一座曾为威廉·伯德三世拥有的，位于里士满的庄园。1798年被任命为最高法院法官后，布什罗德便将Belvidere出手了。
在伯母玛莎·华盛顿于1802年去世后，布什罗德继承了叔叔乔治·华盛顿的全部手稿以及大部分遗产，包括弗农山种植园。 按照乔治·华盛顿的遗嘱，他的奴隶会在妻子玛莎死后获得自由。  但是玛莎在1800年就释放了这些奴隶。
布什罗德和他的妻子在玛莎死后随即搬到弗农山，他们还带来了自己的奴隶。  遗产里现金不多，布什罗德也无法靠财产收益和最高法院薪水维持种植园的豪宅， 因此在他居住期间那栋豪宅缺乏维护。  由于农场不赚钱，布什罗德出售了许多奴隶以获取营运资金来维持主屋和山庄。

## 社团会员
布什罗德在1813年当选为美国文物协会成员。 1816年，他成为美国殖民协会（ACS）的创始成员，该协会推动将获得自由的奴隶送回非洲。 布什罗德是协会的首任主席，并在余生中一直担任该职位。
布什罗德出售奴隶以养护弗农山庄的行为激怒了废奴主义者，他们质疑为什么ACS主席不能像他的伯伯乔治·华盛顿那样释放奴隶。 

## 去世与安葬

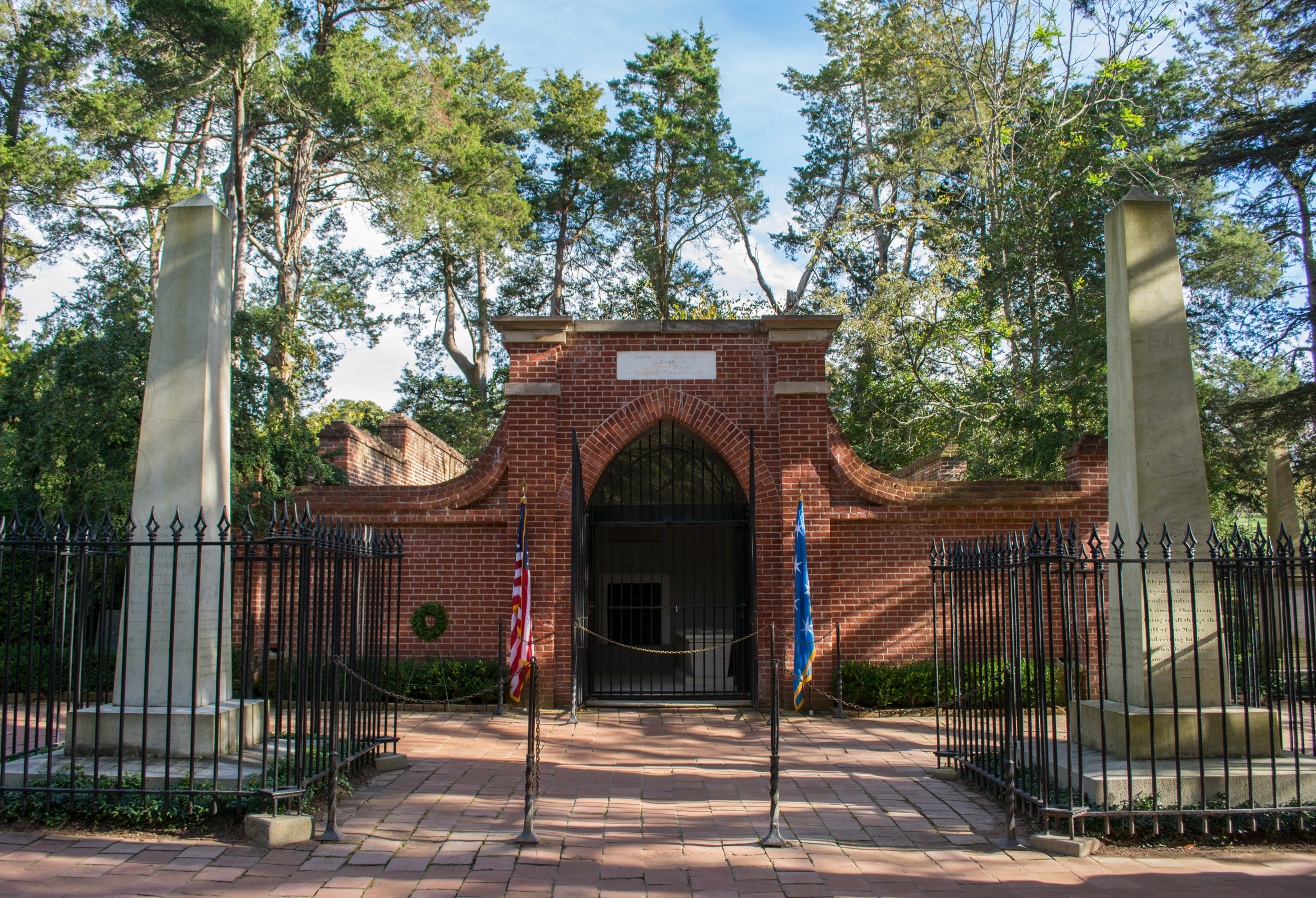
华盛顿家族在弗农山的墓地，拍摄于2014年。布什罗德·华盛顿的遗骸被安葬在墓后的墓穴中。他的纪念碑是照片右侧的方尖碑。

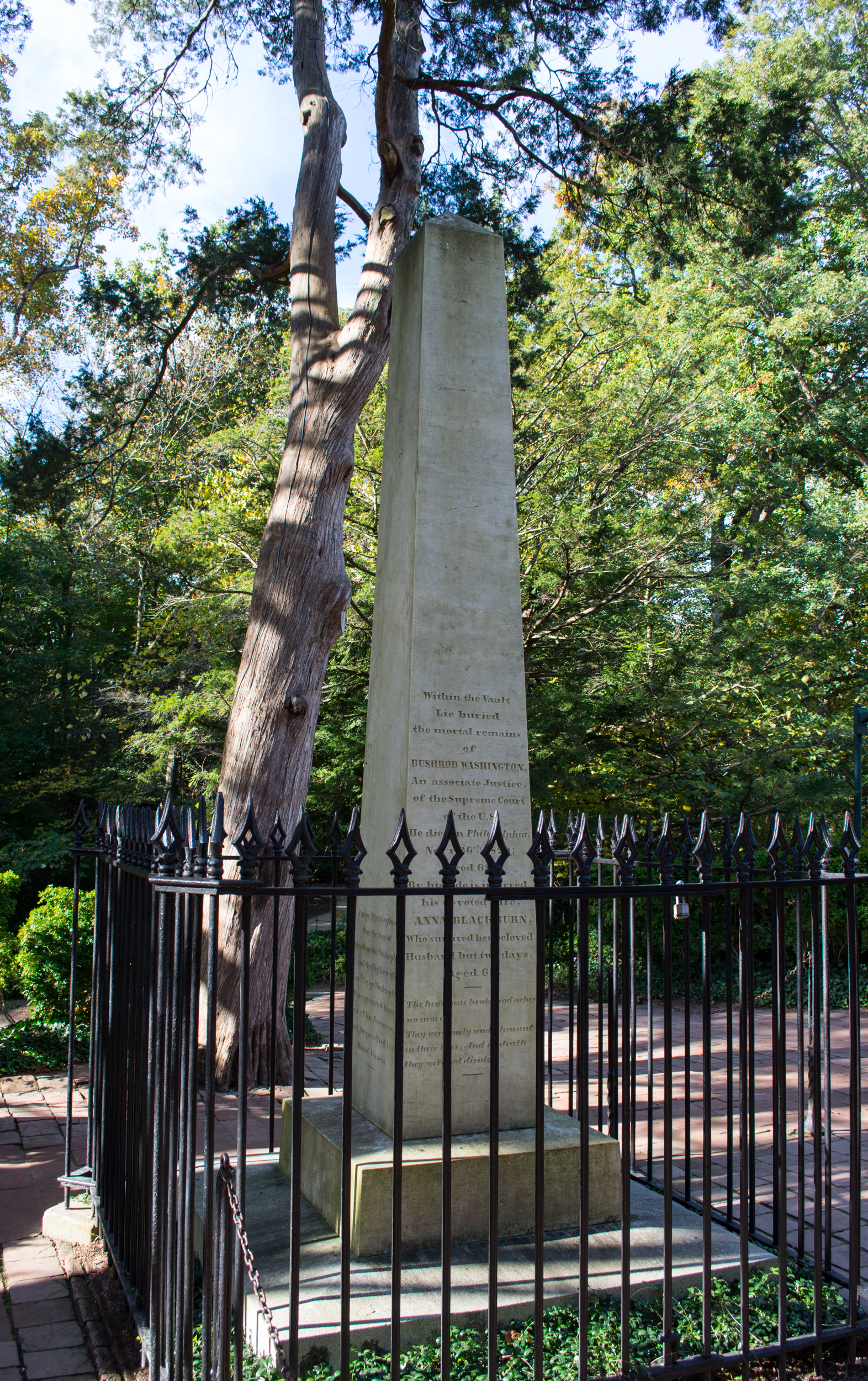
弗农山庄里的布什罗斯·华盛顿纪念碑（2014）

1829年11月26日，布什罗德在巡回法院时于宾夕法尼亚州费城去世。  两天后，他的妻子在运送他遗体时去世。 两人都被安葬在弗农山庄华盛顿家族墓地中的一个墓穴中。墓前竖立有方尖碑来纪念布什罗德和他的妻子。

## 遗产和荣誉
由于布什罗德在美国殖民协会中发挥的作用以及他帮助建立利比里亚共和国的贡献，利比里亚首都蒙罗维亚附近的布什罗德岛以他命名。